# Partido Parlamentario de Kosovo
El Partido Parlamentario de Kosovo (Partia Parliamentare e Kosovës, PPK) es un partido político social-liberal de la República de Kosovo. Está dirigido por el ex primer ministro Bajram Kosumi. Es uno de los partidos más antiguos de Kosovo.
El partido fue fundado en 1990, a partir del Parlamento Juvenil de Kosovo por Veton Surroi, quien más tarde abandonó el partido y formó el Partido Reformista ORA. PPK tiene un historial de ser un partido de oposición desde hace mucho tiempo y un distante segundo lugar después de la gobernante Liga Democrática de Kosovo bajo la República de Kosovo (1990-2000). De 1996 a 1998, el partido estuvo dirigido por el activista de derechos humanos Adem Demaçi.
En las últimas elecciones legislativas, el 24 de octubre de 2004, el partido formó parte de la Alianza para el Futuro de Kosovo.